# Imperial Airways
Imperial Airways foi uma empresa aérea comercial, que atuou de 1924 até 1939.
Criada por sugestão do Comitê Hambling Governamental em 1923, com a ideia de que todas as companhias aéreas existentes deveriam ser unificadas para fortalecer o desenvolvimento dos serviços aéreos britânicos. Como contrapartida, foi oferecido subsídios no valor de £1 milhão durante o período de dez anos.
Em março de 1924 surgia a Imperial Airways Limited, como fusão da British Marine Air Navigation Company Ltd. (três aeronaves), da Daimler Airway (cinco aeronaves), Handley-Page Transport Ltd. (três aeronaves) e da Instone Air Line Ltd. (duas aeronaves).
Fundiu-se com a British Airways Ltd em 1939, assim formando a British Overseas Airways Corporation, que encerrou suas atividades em 1974.